# 水寨大山
水寨大山，位于中国福建省东山县铜陵镇西北，为一个省级文物保护单位，类型为古建筑及历史纪念建筑物，为第二批福建省文物保护单位，公布时间为1985年10月11日。
水寨大山的历史年代为明。